# Prima battaglia di Governolo
La prima battaglia di Governolo fu uno scontro avvenuto il 24 aprile 1848, durante la prima guerra di indipendenza italiana, tra le milizie volontarie di Modena e Reggio e le truppe dell'Impero d'Austria.

## Antefatti
Le truppe sabaude di Carlo Alberto di Savoia attraversarono il Ticino, verso la fine di marzo 1848, a seguito delle Insurrezioni di Milano e di Como che causarono lo scoppio della Prima guerra d'indipendenza contro l'Impero austriaco. L'Armata Sarda esercito, alleata col Granducato di Toscana, col Ducato di Modena e Reggio, col Ducato di Parma e Piacenza, lo Stato Pontificio ed il Regno delle Due Sicilie (questi ultimi due per un breve periodo), era distribuito in due corpi d'armata al fine di minacciare l'esercito austriaco e respingerlo oltre le fortezze del Quadrilatero: il 1º corpo d'armata, capeggiato dal Generale Eusebio Bava, puntò sul Ponte di Goito; il 2°, col Generale Ettore De Sonnaz a capo, si diresse su quello di Monzambano. L'avanguardia della 1ª divisione, guidata dal Generale Federico Millet d'Arvillars, ingaggiò le truppe a scontrarsi direttamente sul Ponte di Goito nonostante d'Arvillars fosse consapevole che sul posto vi era uno dei numerosi distaccamenti austriaci posti a presidiare il Mincio, ostacolando così l'esercito sabaudo.

## Svolgimento
Il 18 aprile 1848, un esiguo numero di volontari modenesi e reggiani, assieme ad una compagnia di bersaglieri mantovani, comandati rispettivamente dal maggiore Ludovico Fontana e dal capitano Ambrogio Longoni, vennero incaricati di presidiare Governolo; sei giorni dopo, il 24 del mese, le truppe modenesi e reggiane vennero di sorpresa assalite da una colonna austriaca tre volte a loro superiore di forza; nonostante tutto, dopo ben otto ore di brutale combattimento, le forze austriache vennero decimate ed i restanti fuggirono dopo aver subito notevoli e gravissime perdite.